# Aurabarni
Aurabarni – gaun wikas samiti we wschodniej części Nepalu w strefie Kośi w dystrykcie Sunsari. Według nepalskiego spisu powszechnego z 2001 roku liczył on 1445 gospodarstw domowych i 7407 mieszkańców (3642 kobiet i 3765 mężczyzn).